# Ars-Laquenexy
Ars-Laquenexy ist eine französische Gemeinde mit 938 Einwohnern (Stand 1. Januar 2022) im Département Moselle in der Region Grand Est (bis 2015 Lothringen).

## Geographie
Die Gemeinde Ars-Laquenexy liegt in Lothringen, sieben Kilometer südöstlich des Stadtzentrums von Metz und sechs Kilometer westlich von Pange.

## Geschichte
Die Ursprünge des Dorfes liegen nahe dem Schloss (Château de Mercy-lès-Metz), das auf das 10. Jahrhundert zurückgeht und auf dem Gelände einer römischen Villa aus dem 3. Jahrhundert errichtet wurde. 1128 wurde der Ort als Ars erwähnt. Die Ortschaft gehörte früher zum Bistum Metz.
1552 wurde die Ortschaft von Frankreich besetzt und annektiert, das sich 1648 im Westfälischen Frieden den Besitz bestätigen ließ. 1592 hatte hier ein Kampf zwischen den Metzern und den Lothringern stattgefunden, der unentschieden ausgegangen war.
Durch den Frankfurter Frieden vom 10. Mai 1871 kam die Region an das deutsche Reichsland Elsaß-Lothringen, und das Dorf wurde dem Landkreis Metz im Bezirk Lothringen zugeordnet. Die Dorfbewohner betrieben Getreide- und Gemüsebau sowie Viehzucht. Amts- und Umgangssprache blieb Französisch. 
Nach dem Ersten Weltkrieg musste die Region aufgrund der Bestimmungen des Versailler Vertrags 1919 an Frankreich abgetreten werden und wurde Teil des Département Moselle. Im Zweiten Weltkrieg war die Region von der deutschen Wehrmacht besetzt. 
Von 1915 bis 1918 und von 1940 bis 1944 trug das Dorf den eingedeutschten Namen Ars bei Kenchen.

### Demographie
| Anzahl Einwohner seit Ende des Zweiten Weltkriegs | Anzahl Einwohner seit Ende des Zweiten Weltkriegs | Anzahl Einwohner seit Ende des Zweiten Weltkriegs | Anzahl Einwohner seit Ende des Zweiten Weltkriegs | Anzahl Einwohner seit Ende des Zweiten Weltkriegs | Anzahl Einwohner seit Ende des Zweiten Weltkriegs | Anzahl Einwohner seit Ende des Zweiten Weltkriegs | Anzahl Einwohner seit Ende des Zweiten Weltkriegs | Anzahl Einwohner seit Ende des Zweiten Weltkriegs |
| ------------------------------------------------- | ------------------------------------------------- | ------------------------------------------------- | ------------------------------------------------- | ------------------------------------------------- | ------------------------------------------------- | ------------------------------------------------- | ------------------------------------------------- | ------------------------------------------------- |
| Jahr                                              | 1962                                              | 1968                                              | 1975                                              | 1982                                              | 1990                                              | 1999                                              | 2007                                              | 2019                                              |
| Einwohner                                         | 214                                               | 209                                               | 231                                               | 238                                               | 300                                               | 741                                               | 879                                               | 899                                               |

## Sehenswürdigkeiten

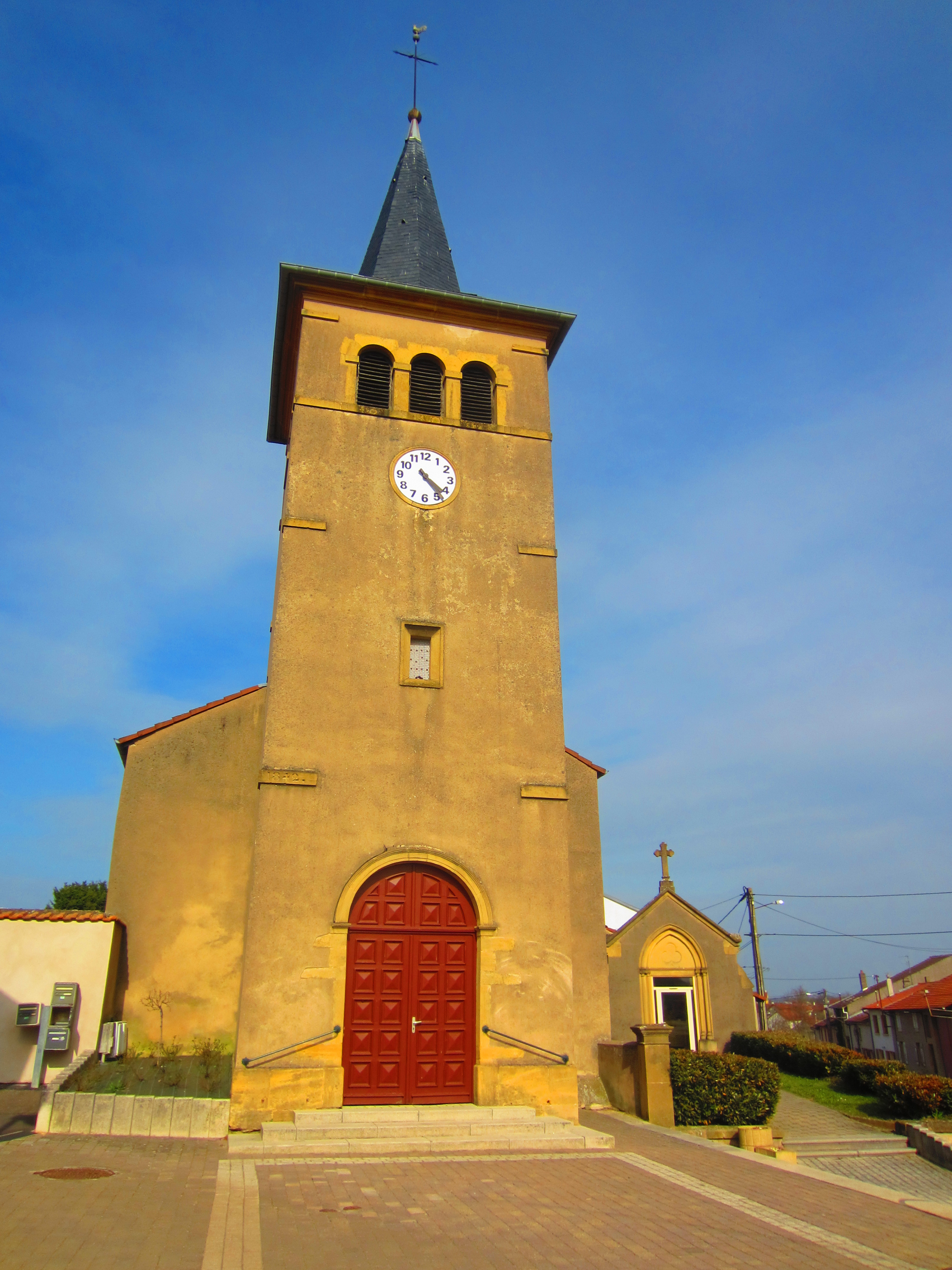
Kirche St. Lambert
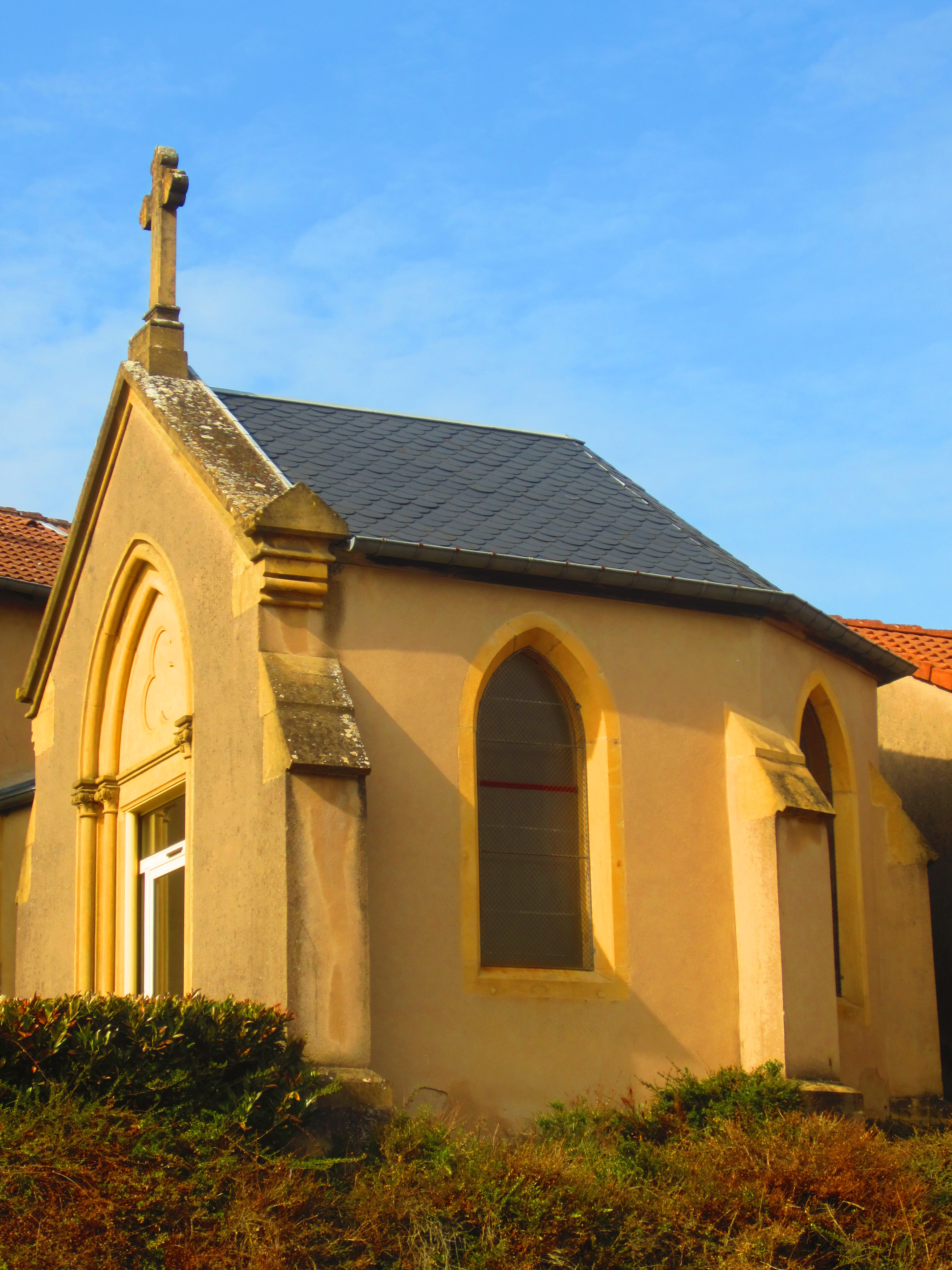
Kapelle Notre-Dame-des-Sept-Douleurs
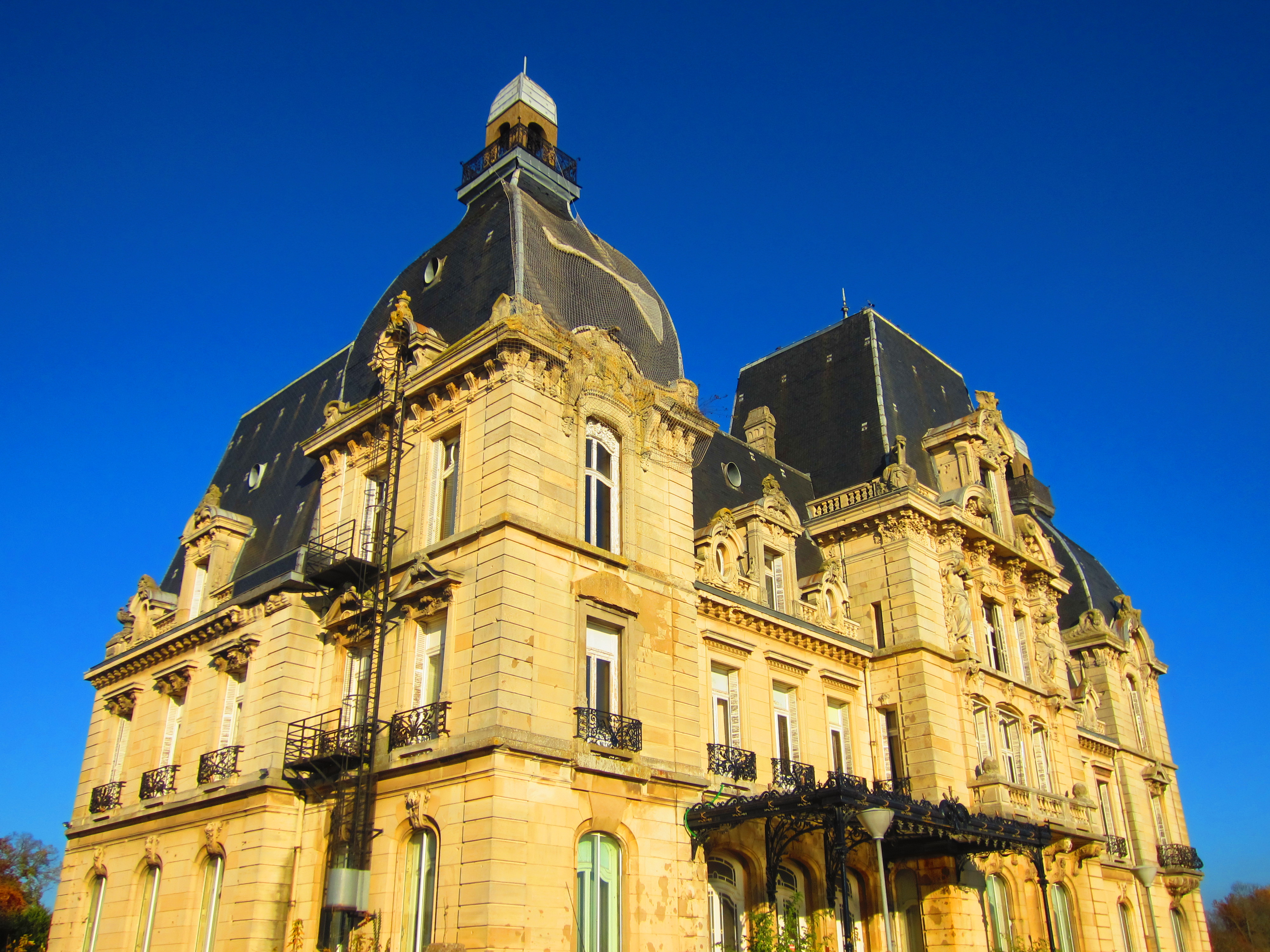
Schloss Mercy

- Kirche St. Lambert
- Kapelle Notre-Dame-des-Sept-Douleurs
- Schloss Mercy